# Markel Susaeta
Markel Susaeta Laskurain (Éibar, Guipúzcoa, 14 de diciembre de 1987) es un exfutbolista español que jugaba como extremo o interior derecho. Destacó en las filas del Athletic Club, jugando 507 partidos oficiales durante doce temporadas y llegó a ser internacional con la selección española en una ocasión.

## Trayectoria

### Athletic Club

#### Inicios
Formado desde 1997 en Lezama, progresó por todas las categorías inferiores del Athletic junto a Beñat. En 2005 dio el salto al segundo filial, el CD Basconia, con el que disputó 36 partidos. En verano de 2007, tras una temporada en el Bilbao Athletic, el nuevo técnico Joaquín Caparrós se lo llevó a la concentración de pretemporada en los Países Bajos. Tras una buena pretemporada, en la que logró tres goles, el técnico utrerano confió en el joven extremo para que se quedara en el primer equipo rojiblanco.

#### 2007-11
El 2 de septiembre de 2007 debutó en Primera División, en la segunda jornada de Liga, marcando gol en el Barcelona 3-1 Athletic Club. En su segundo partido, el primero en San Mamés, anotó ante el Real Zaragoza de falta directa. En su primera temporada como rojiblanco marcó seis goles y dio tres asistencias en Liga. En su segunda campaña firmó cuatro asistencias en Liga, mientras que en su tercera temporada dio tres en Liga, una en Liga Europa y una en Copa. En la campaña 2010/2011 dio tres asistencias en Liga y otra en Copa. Durante los cuatro años que estuvo Caparrós, fue titular habitual a excepción de la última temporada, en la que únicamente jugó 1660 minutos. En esta etapa tuvo que competir con David López por hacerse un hueco en el once titular. De hecho, Susaeta no fue titular en la final de Copa del Rey de 2009, aunque sí lo fue en la ida de la final de la Supercopa de España de 2009.

#### 2011-13
En la temporada 2011/12, con la llegada de Marcelo Bielsa, el Athletic jugó 63 partidos oficiales. Markel disputó todos ellos, 57 de ellos como titular. Su rol sufrió un cambio sustancial, el eibartarra pasó de ser interior en un esquema de 4-4-2 a jugar de extremo en un esquema 4-3-3. Este hecho hizo que sus cifras goleadoras, escasas con Caparrós, llegaran hasta los trece goles. Además, dio 6 asistencias en Liga, 3 en Copa y otras 3 en Europa League. Sus goles más decisivos fueron un doblete en el derbi vasco ante la Real Sociedad -previo al partido en Old Trafford-, un gol en la vuelta de cuartos de final ante el Schalke 04 y el primer gol de la vuelta de semifinales ante el Sporting CP. Disputó, como titular, la final de la Copa del Rey y de la UEFA Europa League, ambas perdidas por 3-0 . Comenzó la campaña 2012/13 siendo el autor de cuatro tantos en los siete compromisos disputados por el Athletic -uno frente al Slaven Belupo, dos frente al HJK Helsinki y otro frente al Valladolid. Finalmente, marcó 11 goles y dio 7 asistencias en su segunda temporada bajo las órdenes de Marcelo Bielsa.

#### 2013-17
En la siguiente temporada, con la llegada de Ernesto Valverde, el equipo recuperó su mejor versión y volvió a clasificarse para la UEFA Champions League tras más de quince años de ausencia. Susaeta fue clave, marcando 6 goles y dando 12 asistencias en Liga 2013/14. Su gol más importante fue un gol olímpico al Sevilla, en la jornada 35, con la cuarta plaza en juego. En la temporada 2014/2015 perdió su puesto de titular ante la irrupción de Iñaki Williams. Aun así, dio 11 asistencias: 7 en Liga, 2 en Copa, mientras que en Liga de Campeones, además de anotar un gol, dio dos asistencias, en San Mamés, una ante el Napoli y otra ante el BATE Borisov . Volvió a disputar la final de Copa del Rey, por tercera vez, ante el FC Barcelona. Al fin, en agosto de 2015 disputó, como titular, la final de la Supercopa de España 2015 en la que el Athletic Club se impuso al Barcelona y conquistó su primer título. El 14 de mayo de 2016 dio dos asistencias en la victoria ante el Sevilla (3-1), que permitieron acabar al equipo en quinta posición. Su temporada 2015/16 concluyó con 5 goles y 8 asistencias en Liga. El 15 de septiembre de 2016, en el partido ante el Sassuolo, se convirtió en el futbolista del Athletic con más partidos (56) en competiciones europeas superando a Iribar. En la temporada 2016-17 participó habitualmente saliendo desde el banquillo, no llegó a los 1500 minutos en el global, por lo que solo pudo dar dos asistencias y anotar un gol.

#### 2017-19
En la temporada 2017-18, con la lesión de Iker Muniain, su participación fue en aumento siendo uno de los mejores jugadores del equipo. El 7 de diciembre de 2017 firmó dos asistencias en la victoria por 0-2 ante el Zorya Lugansk, permitiendo acabar al equipo como primero de grupo en la Liga Europa de la UEFA. El 7 de enero de 2018, con su asistencia ante el Alavés, se convirtió en el mayor asistente liguero del siglo XXI del club rojiblanco, superando a Fran Yeste. El 14 de abril reeditó su gol olímpico logrado cuatro años atrás, en una derrota por 2-3 ante el Deportivo.
El 16 de enero de 2019 disputó su partido número 500 con el club bilbaíno en el Estadio Ramón Sánchez-Pizjuán. El extremo guipúzcoano asistió a Guruzeta en el único tanto del encuentro, correspondiente a la vuelta de los octavos de final de la Copa del Rey. El 6 de mayo, el Athletic Club comunicó oficialmente que el jugador eibarrés no renovaría su contrato al final de la temporada, por lo que cerraría una etapa de veintidós años en el club.

### Japón y Australia
El 9 de septiembre de 2019 se hizo oficial su fichaje por el Gamba Osaka japonés, firmando un contrato de cuatro meses. El 14 de septiembre debutó con triunfo en el Estadio de Suita, frente al Sagan Tosu (1-0), sustituyendo a Shū Kurata en el minuto 83.
El 15 de enero de 2020 el Melbourne City F. C. australiano anunció su fichaje para lo que restaba de temporada. Seis meses después, el club anunció que había llegado a un acuerdo para la rescisión de su contrato y su regreso a España por motivos familiares.
El 18 de noviembre de ese mismo año se hizo oficial su regreso a Australia para jugar en el Macarthur F. C., equipo que se estrenaba en la A-League y que unos días atrás había anunciado el fichaje de su excompañero en el Athletic Club Beñat Etxebarria. El 29 de junio, en un comunicado conjunto con Beñat, comunicó su retirada como futbolista profesional.

## Selección nacional

### Categorías inferiores
Fue internacional con la selección sub-21 de España. El 12 de octubre de 2007 debutó frente a Polonia (Polonia 0 - España 2), en el partido de clasificación para la Eurocopa de Austria y Suiza de 2008. Disputó 2 partidos más, uno ante Francia en febrero de 2008 y otro ante Rusia en el mes de octubre, ambos con victoria por 2-0.

### Categoría absoluta
El 9 de noviembre de 2012 fue convocado por primera vez con la selección absoluta de España, para el  partido amistoso que se disputó el 14 de noviembre en el Estadio Rommel Fernández de Panamá, en el que debutó y marcó su primer y único gol.

#### Lista de partidos disputados
| #  | Fecha                   | Lugar                                     | Rival  | Gol | Resultado | Competición |
| -- | ----------------------- | ----------------------------------------- | ------ | --- | --------- | ----------- |
| 1. | 14 de noviembre de 2012 | Estadio Rommel Fernández, Panamá, Panamá, | Panamá | 0-5 | 1-5       | Amistoso    |

### Selección de fútbol del País Vasco
Por otro lado, disputó siete encuentros amistosos con la selección de Euskadi en los que logró un tanto ante Perú. Su debut se produjo en diciembre de 2010 ante Venezuela.

## Clubes
| Club            | País      | Año       |
| --------------- | --------- | --------- |
| C. D. Basconia  | España    | 2005-2006 |
| Bilbao Athletic | España    | 2006-2007 |
| Athletic Club   | España    | 2007-2019 |
| Gamba Osaka     | Japón     | 2019      |
| Melbourne City  | Australia | 2020      |
| Macarthur F. C. | Australia | 2020-2021 |

## Estadísticas
- Actualizado a 18 de mayo de 2019

| Club            | Div           | Temporada     | Liga  | Liga  | Copas nacionales | Copas nacionales | Torneos internacionales | Torneos internacionales | Total | Total |
| Club            | Div           | Temporada     | Part. | Goles | Part.            | Goles            | Part.                   | Goles                   | Part. | Goles |
| --------------- | ------------- | ------------- | ----- | ----- | ---------------- | ---------------- | ----------------------- | ----------------------- | ----- | ----- |
| Bilbao Athletic |               |               |       |       |                  |                  |                         |                         |       |       |
| 2.ªB            | 2006-07       | 36            | 3     | -     | -                | -                | -                       | 36                      | 3     |       |
| 2.ªB            | 2007-08       | 5             | 0     | -     | -                | -                | -                       | 5                       | -     |       |
| Total club      | Total club    | 41            | 3     | -     | -                | -                | -                       | 41                      | 3     |       |
| Athletic Club   |               |               |       |       |                  |                  |                         |                         |       |       |
| 1.ª             | 2007-08       | 29            | 4     | 5     | 2                |                  |                         | 34                      | 6     |       |
| 1.ª             | 2008-09       | 34            | 1     | 6     | 0                |                  |                         | 40                      | 1     |       |
| 1.ª             | 2009-10       | 35            | 4     | 2     | 0                | 9                | 0                       | 46                      | 4     |       |
| 1.ª             | 2010-11       | 28            | 1     | 3     | 0                |                  |                         | 31                      | 1     |       |
| 1.ª             | 2011-12       | 38            | 6     | 9     | 2                | 16               | 5                       | 63                      | 13    |       |
| 1.ª             | 2012-13       | 36            | 7     | 2     | 0                | 8                | 4                       | 46                      | 11    |       |
| 1.ª             | 2013-14       | 38            | 6     | 5     | 1                |                  |                         | 43                      | 7     |       |
| 1.ª             | 2014-15       | 31            | 1     | 8     | 1                | 9                | 1                       | 48                      | 3     |       |
| 1.ª             | 2015-16       | 28            | 3     | 6     | 0                | 13               | 2                       | 47                      | 5     |       |
| 1.ª             | 2016-17       | 26            | 1     | 3     | 0                | 7                | 0                       | 36                      | 1     |       |
| 1.ª             | 2017-18       | 34            | 3     | 1     | 0                | 13               | 0                       | 48                      | 3     |       |
| 1.ª             | 2018-19       | 22            | 1     | 3     | 0                | 0                | 0                       | 25                      | 1     |       |
| Total club      | Total club    | 379           | 38    | 53    | 6                | 75               | 12                      | 507                     | 56    |       |
| Total carrera   | Total carrera | Total carrera | 420   | 41    | 53               | 6                | 75                      | 12                      | 548   | 59    |

## Palmarés

### Campeonatos nacionales
| Título              | Podio   | País   | Club          | Año  |
| ------------------- | ------- | ------ | ------------- | ---- |
| Supercopa de España | Campeón | España | Athletic Club | 2015 |

### Distinciones individuales
| Distinción                                  | Año  |
| ------------------------------------------- | ---- |
| Seleccionado en once de oro de Fútbol Draft | 2008 |

## Vida personal
Es primo del futbolista Néstor Susaeta.